# William Keith (peintre)
Pour les articles homonymes, voir Keith et William Keith.
William Keith, né le 18 novembre 1838 à Oldmeldrum (Aberdeenshire), en Écosse, et mort le 13 avril 1911 à Berkeley (Californie), est un artiste peintre américain d'origine écossaise, connu pour ses paysages californiens.

## Œuvres

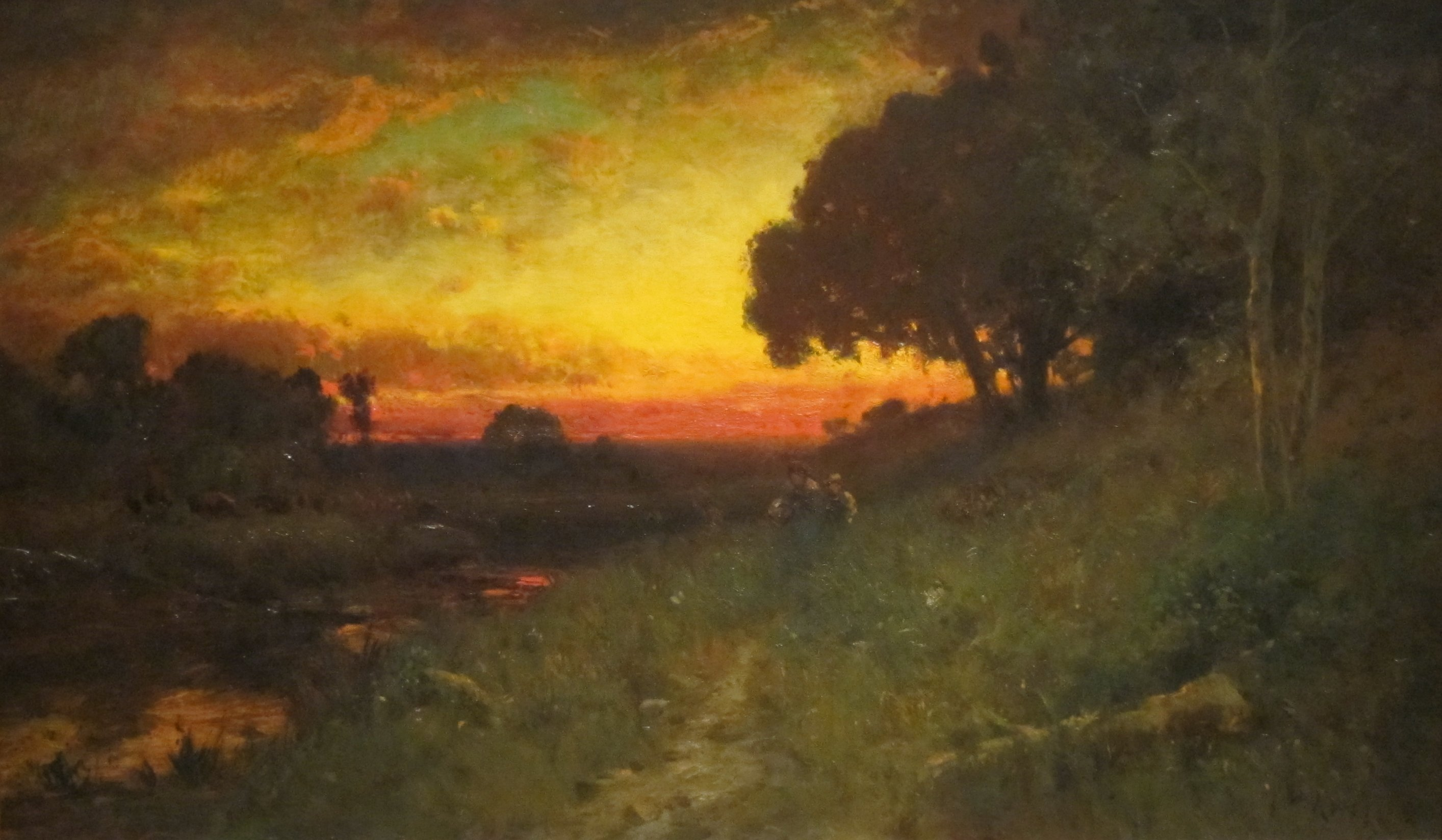
The Glory of the Heavens, 1891
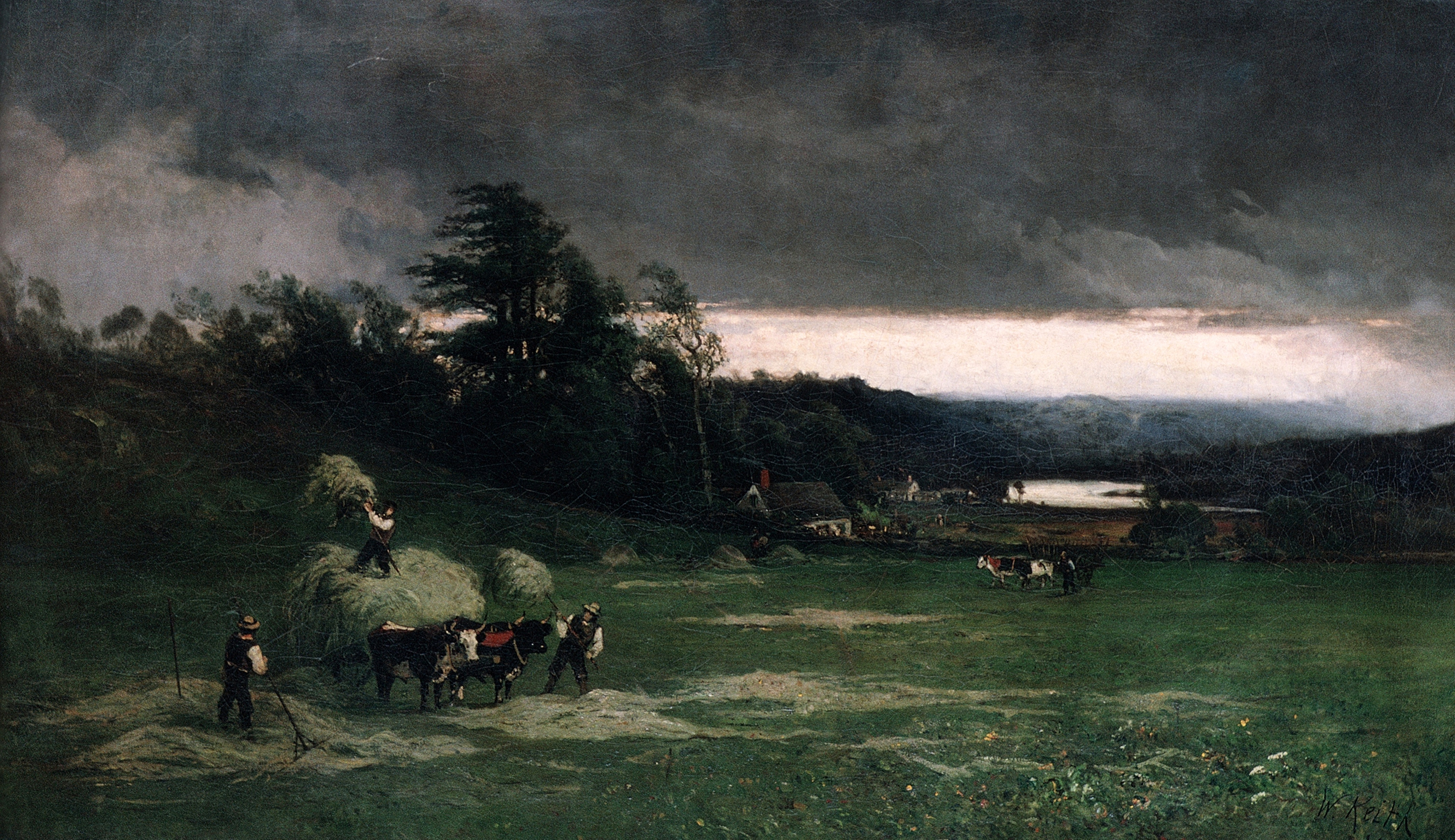
Approaching Storm, 1880
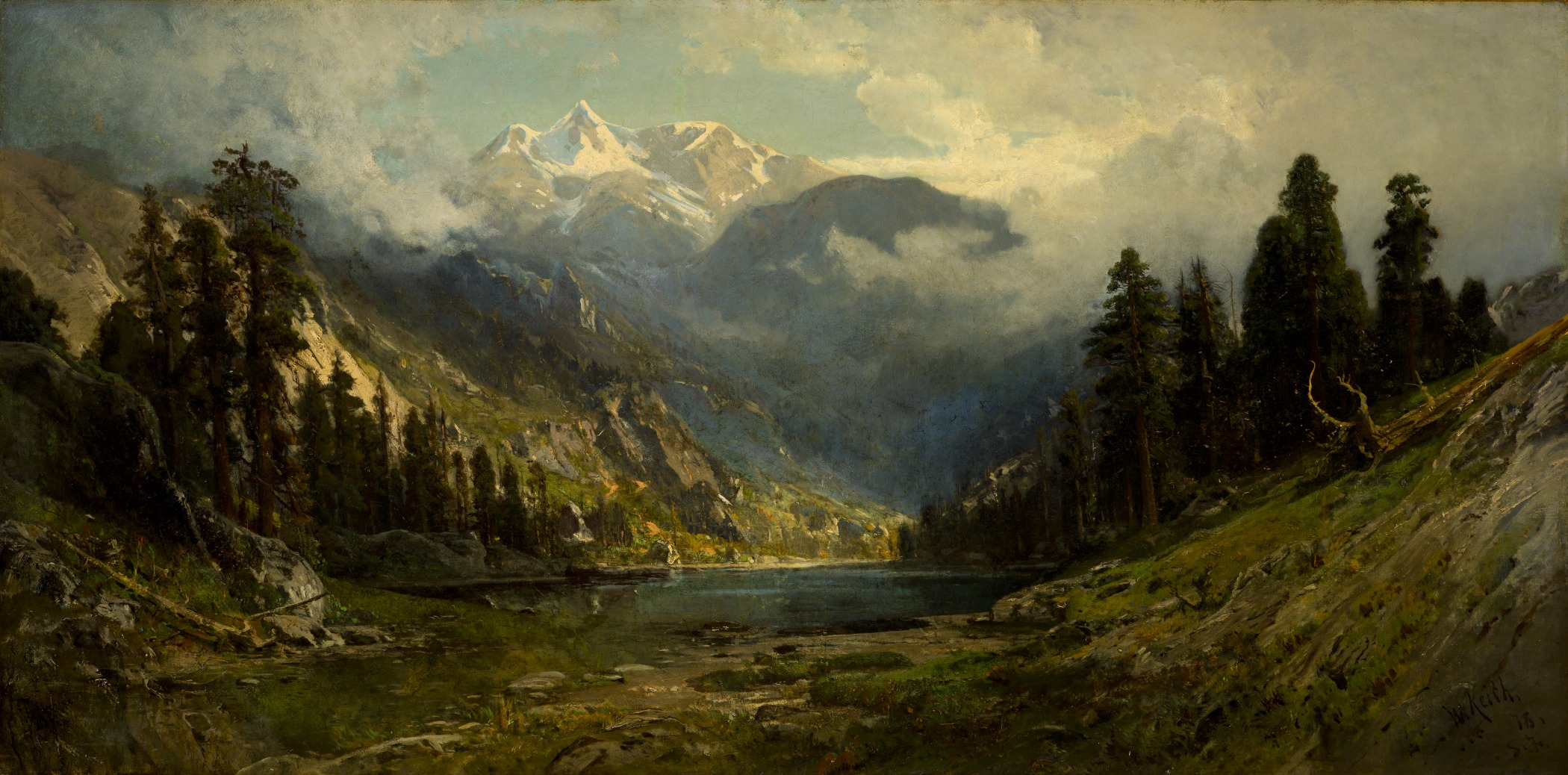
California Pines, 1878
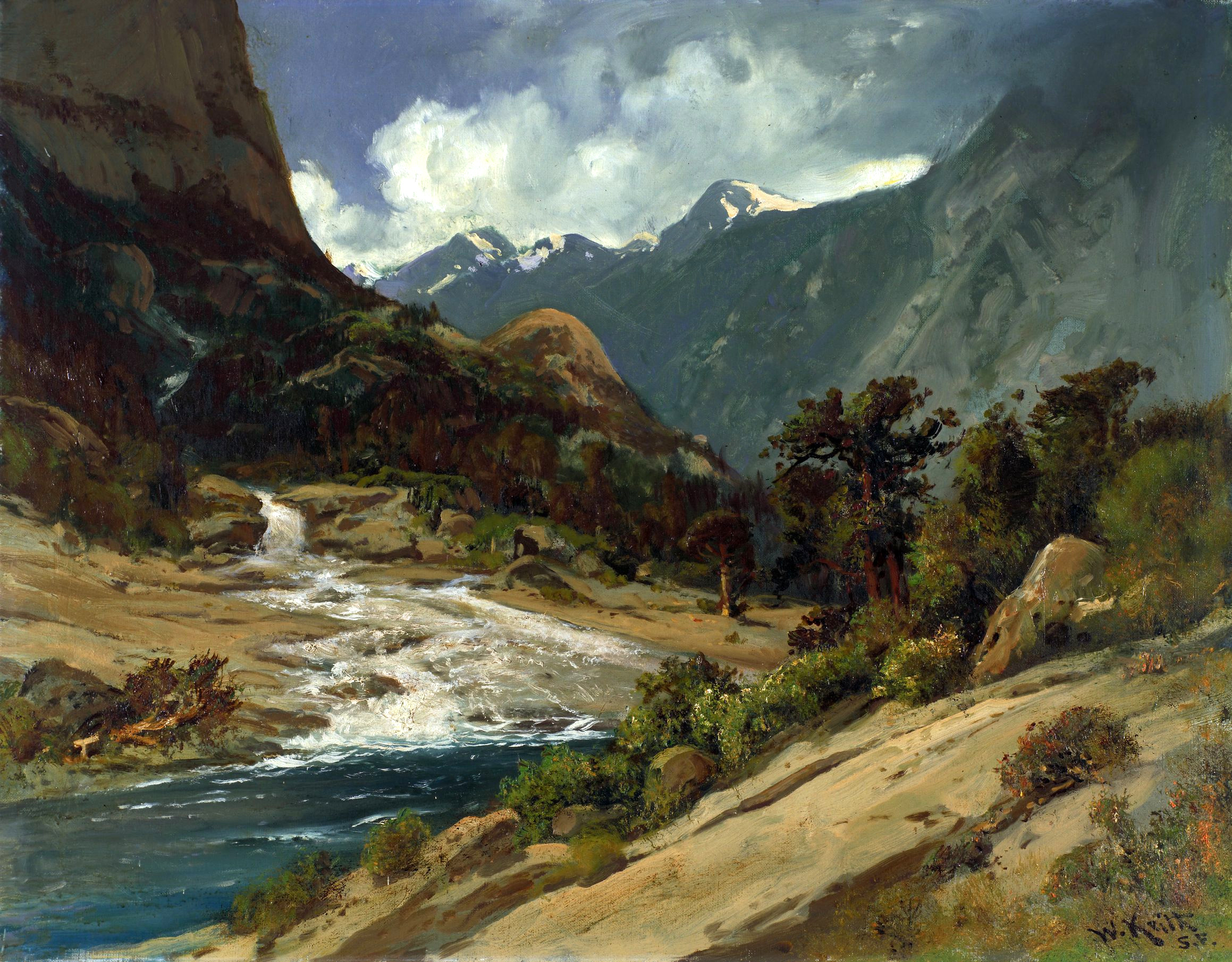
Hetch Hetchy Side Canyon, ca 1908
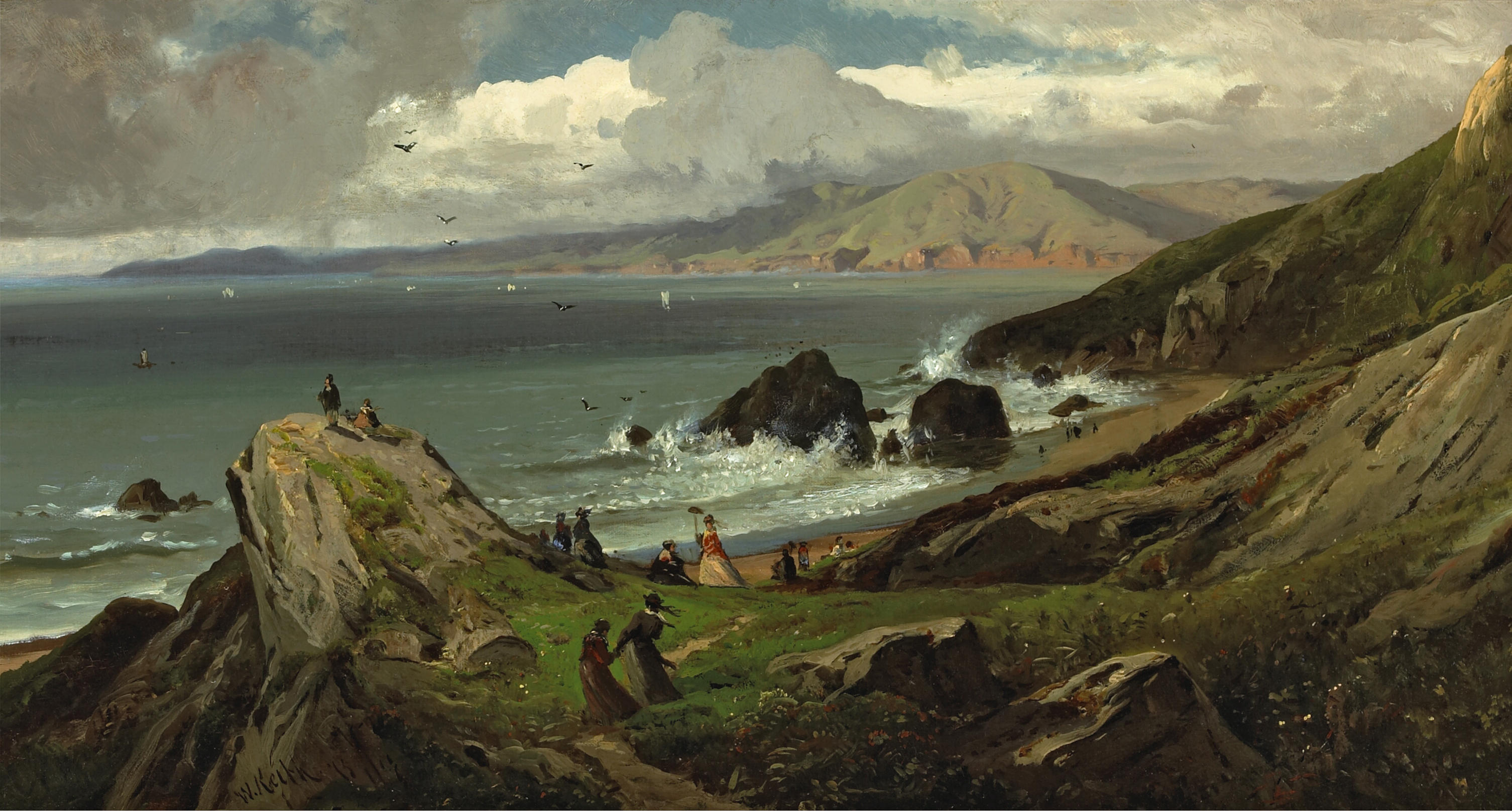
Land's End, 1873
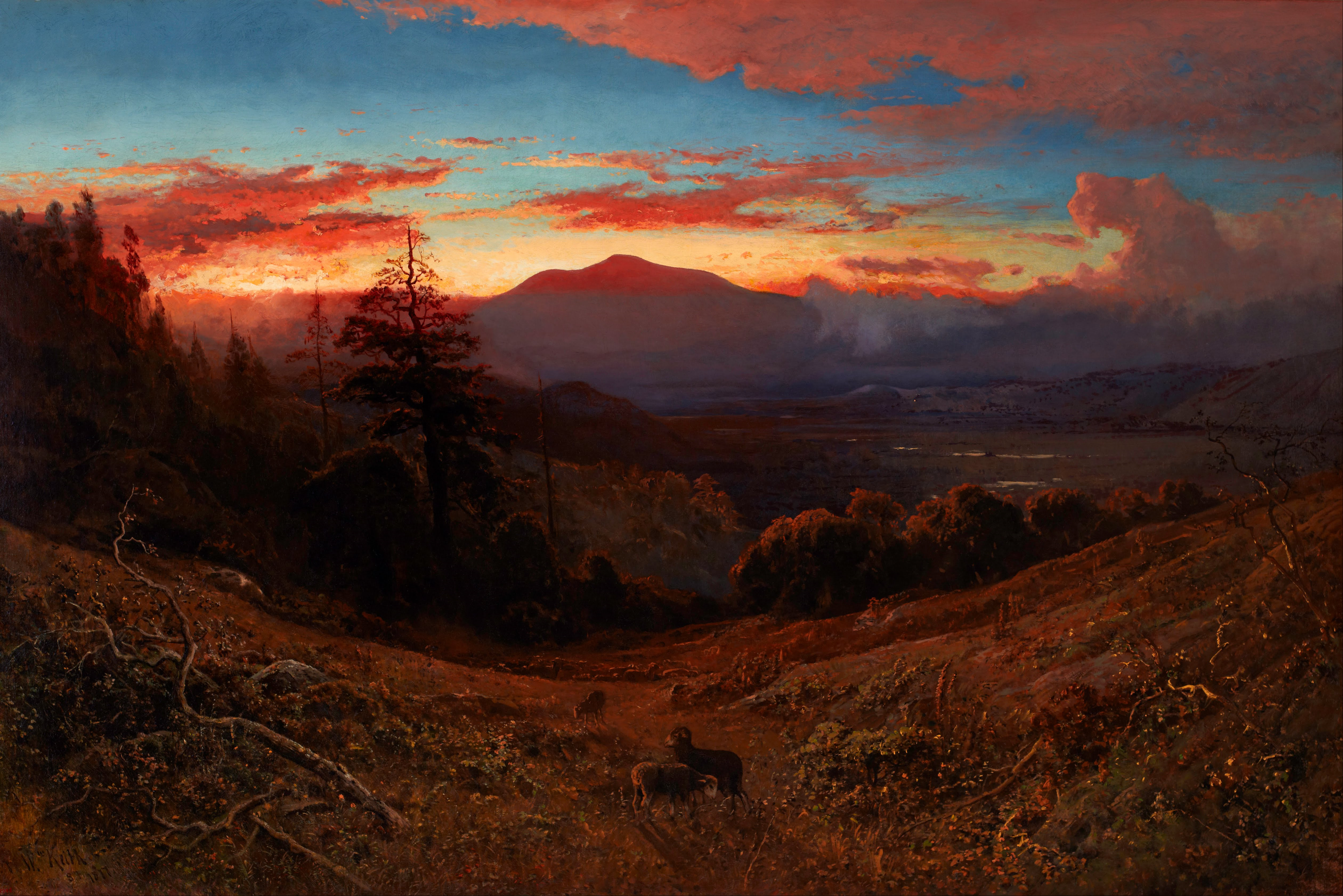
Sunset on Mount Diablo